# Elecciones parlamentarias de Israel de 1977
Las elecciones para el noveno Knesset se llevaron a cabo el 17 de mayo de 1977. Por primera vez en la historia política israelí, el ala derecha, liderado por Likud, ganó una pluralidad en la Knesset, terminando casi 30 años de gobierno de la izquierda. El cambio dramático en la política israelí causado por el resultado lo llevó a ser conocido como "la revolución" (en hebreo: המהפך, HaMahapakh), una frase acuñada por el presentador de televisión Haim Yavin cuando anunció los resultados de las elecciones en vivo en la televisión con las palabras "Damas y señores: ¡una revolución!". La elección vio el comienzo de un período que duró casi dos décadas, donde los bloques de izquierda y derecha tenían aproximadamente el mismo número de escaños en la Knesset. La participación electoral fue del 79.2%.

## Historia
El Alineamiento fue reelegido en diciembre de 1973, luego de la guerra de Yom Kipur, pero la continua lucha y la investigación sobre la preparación de Israel llevaron a la renuncia de la primera ministra Golda Meir y el ministro de Defensa, Moshe Dayan, el siguiente abril. Esto llevó a una lucha de poder entre el exjefe de Estado Mayor y el embajador en los Estados Unidos, Yitzhak Rabin, y el ministro de Transporte, Shimon Peres. Rabin fue elegido por el partido por un pequeño margen; se consideró que el Partido Laborista (la facción principal del Alineamiento) necesitaba un candidato que no fuera afectado por la desastrosa guerra. Rabin formó un nuevo gobierno el 3 de junio de 1974, y presidió con inquietud una coalición, con Shimon Peres como ministro de Defensa; su enemistad amarga data de este período.
A mediados de la década de 1970, el secretario de Estado norteamericano, Henry Kissinger, buscó avanzar en un acuerdo de paz entre Israel y los países árabes. El Acuerdo Interino del Sinaí se firmó el 4 de septiembre de 1975 tras una amenaza de "reevaluación" de la política regional de los Estados Unidos y sus relaciones con Israel. Rabin señala que fue "un término que suena inocente que anunció uno de los peores períodos en las relaciones entre Estados Unidos e Israel". A pesar del progreso en el frente egipcio, la actividad de asentamientos en Cisjordania aumentó con el apoyo de Peres y algunos partidos religiosos nacionales. 
Las huelgas generales y las protestas del 30 de marzo de 1976 se tornaron violentas. Seis manifestantes desarmados fueron asesinados por las FDI y la policía. Al menos 100 árabes resultaron heridos y muchos otros encarcelados. El evento se conmemora anualmente como Día de la Tierra. A pesar de que los MK árabes se incorporaron al gobierno como Viceministros por primera vez a principios de la década de 1970, el apoyo a los partidos políticos árabes tradicionales, como el Progreso y el Desarrollo y la Lista Árabe de Beduinos y Aldeanos, estaba en decadencia, ya que fueron reemplazados por partidos árabes independientes, como la Lista Árabe Unida formada en 1977 por exmiembros de partidos ligados al Alineamiento.
La inflación había sido un problema para el gobierno desde principios de la década de 1970 y empeoró después de la crisis del petróleo que siguió a la guerra de Yom Kippur. Para tratar de lidiar con el problema, el gobierno de Rabin había devaluado la lira en alrededor del 50% durante su mandato.
Varios escándalos de corrupción también afectaron al gobierno. El caso Yadlin de 1976 involucró a Asher Yadlin, un importante recaudador de fondos para el Partido Laborista (la facción principal del Alineamiento) y director del programa de seguro de salud Kupat Holim, que en septiembre de ese año estaba a punto de ser nombrado Gobernador del Banco de Israel. Sin embargo, después de que Yadlin fuera detenido por la policía, el 24 de octubre el gabinete decidió nombrar a Arnon Gafni. A mediados de diciembre, Yadlin fue acusado de aceptar sobornos por un total de 280.000 libras esterlinas, así como de otros delitos, y quedó en prisión preventiva hasta su juicio. El 14 de marzo de 1977, Yadlin se declaró culpable de algunos de los cargos, que involucraban sobornos por un total de I $ 124,000, pero afirmó que había entregado I £ 80,000 del dinero a los fondos del Partido Laborista, y agregó que había recaudado "millones" para el partido. . El juez no aceptó su reclamo y lo condenó a cinco años de prisión y una multa de 250.000 libras esterlinas.
El caso de Yadlin también llamó la atención del ministro de Vivienda, Avraham Ofer. En noviembre de 1976, Yigal Laviv, corresponsal del semanario HaOlam HaZeh, quien también había participado en la transmisión de los cargos contra Yadlin, dio a la policía información sobre 30 asuntos diferentes. sospechas de delitos cometidos por Ofer, incluidas las denuncias de malversación de fondos de Shikun Ovdim a favor de la parte. La policía examinó los cargos de Laviv, pero llegó a la conclusión a finales de año de que no estaban fundamentados, lo que llevó a Ofer a esperar que pronto se realizaría una declaración oficial que lo aclarara. Sin embargo, el fiscal general Aharon Barak decidió enjuiciar. Sin embargo, el 31 de diciembre, un testigo del caso Yadlin envió a la policía una declaración en la que surgieron más preguntas para la investigación, y se publicaron varios rumores sobre posibles cargos. El 2 de enero, Rabin y el ministro de Justicia, Haim Yosef Zadok, aseguraron a Ofer que se haría todo lo posible para acelerar la investigación. El 3 de enero de 1977, su cuerpo fue encontrado en su automóvil en una playa de Tel Aviv. En una nota de suicidio, Ofer dijo que era inocente, pero que no tenía la fuerza "para soportar más". Se informó que estaba particularmente deprimido por la falta de apoyo de sus socios políticos.
Hacia fines de 1976, la coalición de Rabin con el Partido Nacional Religioso sufrió una crisis: Agudat Yisrael había presentado una moción de falta de confianza por una violación del sábado en una base de la Fuerza Aérea de Israel, cuando se entregaron cuatro aviones F-15. Estados Unidos y el PNR se habían abstenido de votar. Rabin disolvió su gobierno el 22 de diciembre de 1976 y decidió nuevas elecciones, que se celebrarán en mayo de 1977.

### Alineamiento
Las elecciones internas se celebraron en el Partido Laborista el 23 de febrero de 1977, en las que Rabin venció a Peres por 1,445 votos contra 1,404. Sin embargo, el 15 de marzo, Haaretz informó que Rabin y su esposa, Leah, tenían una cuenta bancaria en dólares estadounidenses, luego ilegales según la ley israelí. Aunque Leah asumió la responsabilidad, el asunto de la Cuenta del Dólar, como se supo, dio como resultado la renuncia de Rabin del jefe de la lista del Alineamiento el 8 de abril, y su reemplazo como jefe de la lista del Alineamiento por Peres.

### Likud
Aunque las encuestas sugirieron que Likud puede obtener una victoria histórica, el líder del partido, Menachem Begin, sufrió un ataque al corazón poco antes de las elecciones y no participó en la campaña. La campaña del Likud que condujo a la elección se centró en la personalidad de Begin. Demonizado por el Alineamiento como totalitario y extremista, su autodenominación como un líder humilde y piadoso tocó el acorde con muchos de los que se sentían abandonados por la ideología del partido gobernante, en particular la clase obrera predominantemente mizrahi que vive en barrios urbanos y ciudades periféricas.

### Dash
El 2 de noviembre de 1976, el exjefe de Estado Mayor Yigael Yadin anunció la formación de un nuevo partido que se llamará Demócratas - Cambio, que más tarde se llamaría Movimiento Democrático para el Cambio, conocido por su acrónimo hebreo, Dash. Consistió en varios movimientos liberales (incluido Shinui), junto con numerosas figuras públicas, entre ellas Amnon Rubinstein, Shmuel Tamir, Meir Amit, Meir Zorea y varios otros líderes empresariales y académicos, así como algunos árabes israelíes.
En unas pocas semanas, el partido tenía 37,000 miembros y se convirtió en el primer partido en celebrar elecciones primarias para elegir su lista de Knesset.

### Nuevos
El Campo de Izquierda de Israel se formó antes de las elecciones por la fusión de Meri, Moked, la Facción Socialista Independiente y algunos miembros de las Panteras Negras. La Lista Árabe Unida había sido formada por exmiembros de los partidos árabes aliados con el Alineamiento. El empresario Shmuel Flatto-Sharon formó su propia lista (que lleva su nombre). Apenas hablando hebreo, Flatto-Sharon esperaba ser elegido para el Knesset para evitar la extradición a Francia, donde había sido acusado de malversar $60 millones. La lista se fundamentó sobre el populismo de derecha (era partidario del movimiento de asentamientos de Gush Emunim) y promete proporcionar apartamentos a los jóvenes votantes. En última instancia, la lista ganó votos suficientes para dos asientos, pero solo tomó uno. Ariel Sharon, quien había dejado Likud en 1975 para servir como asesora de Rabin, formó un nuevo partido en Shlomtzion, mientras que Marcia Freedman, anteriormente en Ratz, formó el Partido de las Mujeres.

## Resultados
|  | 33.4 % |

|  | 24.6 % |

|  | 11.6 % |

|  | 9.2 % |

|  | 4.6 % |

|  | 3.8 % |

|  | 1.9 % |

|  | 1.6 % |

|  | 2.0 % |

|  | 1.4 % |

|  | 1.3 % |

|  | 1.2 % |

|  | 1.2 % |

|  | 0.8 % |

|  | 0.7 % |

|  | 0.5 % |

|  | 0.3 % |

|  | 0.3 % |

|  | 0.3 % |

|  | 0.1 % |

|  | 0.1 % |

|  | 0.1 % |

|  | 0.1 % |

|  | 98.6 % |

|  | 1.4 % |

|  | 100.00 % |

|  | 79.2 % |

1: Hadash surge de Rakah. Para la variante de escaños se tomó la unión de los escaños de cada partido.
2: En las elecciones de 1973 participaron juntos en la coalición "Frente Religioso de la Torá" obteniendo 5 escaños en total. Para la variante de escaños se tomaron los escaños individuales de cada partido dentro de la coalición en la elección.
3: Unión entre Moked, Panteras Negras y Meri, que se presentaron separados en la elección anterior.. Para la variante de escaños se tomó la unión de los escaños de cada partido.
4: Unión entre Progreso y Desarrollo y Lista Árabe para Beduinos y Aldeanos, que se presentaron separados en la elección anterior. Para la variante de escaños se tomó la unión de los escaños de cada partido.

## Gobierno posterior
El 20 de junio de 1977, Begin del Likud formó el decimoctavo gobierno del país; la coalición inicialmente incluía al Partido Religioso Nacional, Agudat Israel y Shlomtzion, que pronto se fusionaron en Likud. Esto puso fin a la alianza histórica entre los partidos religiosos y el bloque de la izquierda que anteriormente era dominante, e inició un período de alianza entre los partidos religiosos y el bloque de la derecha. El gabinete también incluyó a Moshe Dayan, antes del Alineamiento, como Ministro de Relaciones Exteriores; esto resultó en la expulsión de Dayan del Partido Laborista y formó el partido de corta duración de Telem.
Begin mantuvo vacías cuatro carteras ministeriales (Comunicaciones, Justicia, Trabajo y Bienestar Social y Transporte), con la esperanza de persuadir a Dash para que se uniera al gobierno. Esto se logró el 24 de octubre, y Yadin fue nombrado vice primer ministro. Sin embargo, la coalición comandó una mayoría sin los votos de los miembros de Dash, y el partido se derrumbó después de menos de un año, dividiéndose en tres facciones el 14 de septiembre de 1978.
Los Acuerdos de Camp David y el Tratado de paz egipcio-israelí que dio lugar a una retirada israelí de Sinaí llevaron a Tehiya y a Un Israel a separarse del Likud. Begin se basó en los votos de la oposición para aprobar el tratado en la Knesset, ya que varios miembros del partido, incluidos los futuros primeros ministros Ariel Sharon y Yitzhak Shamir, se opusieron y se abstuvieron de votar.
Durante el mandato de la Knesset, el MK Hamad Abu Rabia, Lista Árabe Unida, fueron asesinados por los hijos del partido rival Jabr Moade después de que Abu Rabia presuntamente se negó a renunciar a su asiento como se había decidido en un acuerdo de rotación. A pesar de las acciones de sus hijos, Moade reemplazó a Abu Rabia en la Knesset.